# Paulin-Méry
César Auguste Paulin Méry, dit Paulin-Méry, né le 14 juin 1860 à Villiers-sur-Tholon (Yonne) et mort le 25 janvier 1913 à Paris, est un médecin, journaliste et homme politique français.
D'abord d'orientation radical socialiste, il adhère au boulangisme puis au nationalisme proche de Henri Rochefort et des blanquistes du Comité central socialiste révolutionnaire (CCSR).

## Biographie

### Études et formation
Élevé durant son enfance dans une famille d’artisans aisés composée de sa mère et de son père César Méry qui exerce comme tonnelier, il fait sa scolarité dans le collège de Auxerre puis entame des études en école de médecine à Joigny qu’il finie à Paris. Une fois reçu docteur en 1885, il se spécialise dans l’utilisation des rayons X et dans la science radiologique. Ayant ouvert un cabinet médical dans un appartement au 13 rue de Turbigo et un dispensaire gratuit pour les pauvres au 176 boulevard de la Gard, il commence à collaborer dans diverses feuilles politiques comme La France Révisionniste et fonde deux journaux : Paris Libre puis Le Réveil du XIIe arrondissement.
Cherchant une organisation politique dans laquelle évoluer, il se rapproche du Parti radical-socialiste et rentre à la commission exécutive la Ligue pour la défense de la République (anti-boulangiste) en 1887. Ayant côtoyé certaines blanquistes, il les suit dans leur évolution et rejoint finalement le mouvement boulangiste en 1888. Cette même année, il adhère à la Ligue des patriotes et fonde une section de l'organisation dans le XIIIe arrondissement dont il devient le président.

### Campagne boulangiste

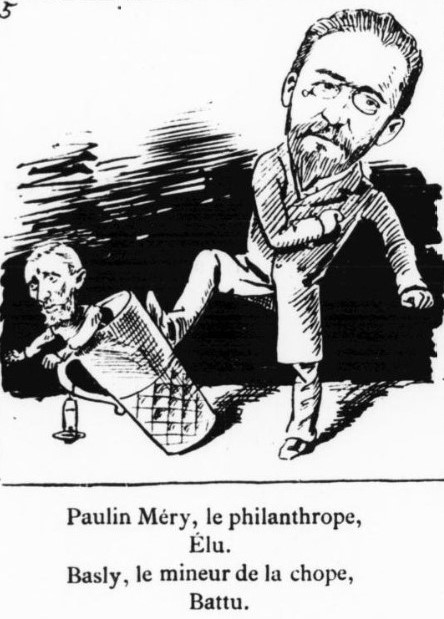
Caricature de Paulin Méry battant Émile Basly aux élections.

En 1889, il se lance dans la campagne des législatives comme « socialiste » et  « révisionniste » et se présente dans la deuxième circonscription contre le mineur socialiste Émile Basly. Remportant l'élection par 5 806 voix contre 5 774 pour son concurrent, la campagne menée par Paulin Méry se révèlera être particulièrement mouvementée et parfois très brutale. En effet, s'étant doté d'un journal L'Idée nationale, Paulin Méry va multiplier les attaques envers son adversaire en l'accusant par exemple d'avoir menti sur son passé de mineur ou encore d’avoir profité de sa situation en tant que député pour donner un poste à sa femme. Durant les réunions publiques, les « possibilistes-internationalistes » et les partisans de Paulin Méry vont bien souvent en arriver aux mains et de multiples bagarres vont avoir lieu.

### Le député du XIIIe arrondissement
Devenu député, Paulin Méry rentre en 1891 au comité directeur de la Ligue des patriotes et fait figure de « rivale de gauche » à Paul Déroulède. De ce fait, ayant acquis une certaine popularité dans son arrondissement, il scissionne et utilise la section de la Ligue dont il est le président pour fonder Le Drapeau Révisionniste du 13e. Franc-maçon et membre de la loge « Les Vrais Experts », il en est exclu la même année en raison de ses opinions boulangistes de la même manière que d'autres députés élus comme Émile Goussot.

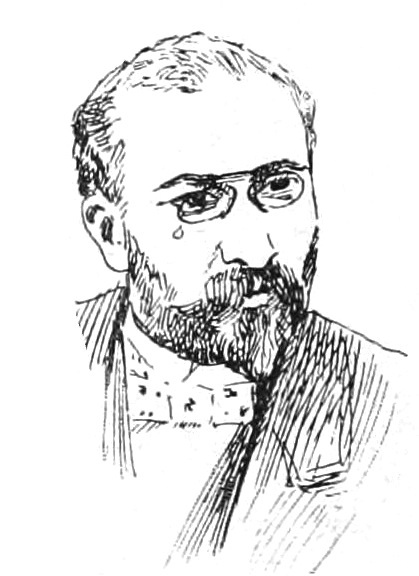
Paulin Méry en 1893.

Dans son arrondissement, Paulin Méry va entretenir sa popularité en soutenant des œuvres de charité et d'aide aux plus démunis. Il cumulera au cours de sa carrière de député les fonctions de président des Société des Soupes populaires du 13e arrondissement et d'associations sportives liées à l'exercice du vélo comme la Société National de Vélocipédie (SNV) afin de démocratiser la pratique au plus grand nombre notamment auprès des amateurs. C'est en 1895 qu'il fonde et devient le président de la Fondation Cycliste des Amateurs Français (FCAF). Président de la FCAF durant 6 années consécutives, il finit par la quitter pour rejoindre l'Union Vélocipédique de France (UVF) à laquelle il restera jusqu’à sa mort. Il préside tout les Congrès annuel de l’Union à partir de 1901 sauf ceux de Bordeaux en 1901, de Nantes en 1905, de Dijon en 1907 et de Nancy en 1909 et participe activement à l’union des différentes fédération de sport notamment en 1899 avec le traité signant l’alliance entre l’UVF et l’USFSA (Union des Sociétés Françaises de Sports Athlétiques),.
Il est aussi présent lors de fêtes ouvrières comme en août 1894 avec l'assemblé corporative des boulangers du 13e ou encore en mars 1895 avec la Chambre syndicale des ouvriers et employés des chemins de fer de la section Paris-Orléans. Durant l'hivers 1896, il participe à la défense des locataires expulsés par la Ville de Paris en écrivant une lettre au Préfet de la Seine.

### Contre les ouvriers étrangers

#### La Ligue pour la défense du travail national
Un des thèmes qui mobilisera Paulin Méry durant toute son action politique sera la lutte contre la venue de travailleurs étrangers en France. Dès 1891, il fonde une éphémère Ligue anti-allemande avec son collègue Eugène de Ménorval visant à encourager les patrons français à ne pas embaucher d'ouvriers en provenance d'Allemagne. En 1893, il se présente à nouveau aux élections (20 août - 3 septembre) et renouvelle son mandat en battant largement son concurrent Antoine Blatin par 6.035 voix contre 2.388 voix. À la suite de sa réélection, il s'engage activement dans un combat contre la venue de travailleurs étrangers sur le sol français dans le contexte du massacre des Italiens d'Aigues-Mortes survenu entre le 16 et le 17 août de la même année. C'est dans ce contexte de tensions que Paulin Méry lancera, en janvier 1893, la Ligue pour la défense du travail national. Dans le numéro du 31 décembre 1893 du journal La Patrie, il explique ses motivations : 
« Nous voulons protéger les ouvrier français contre les ouvriers étrangers qui, dans les ateliers, prennent leurs places ; nous ne voulons pas que sous le couvert la fraternité universelle, l’élément étranger, de plus en plus envahissant, se substitue au travailleur français dans la production nationale ». 
Il prétend notamment que sa nouvelle organisation « compte plus de 2000 adhérents » et que celle-ci dispose « de neuf sections entièrement organisées à Paris et deux en province ». Assisté par des socialistes locaux comme Charles Caron et Eugène Raimbault, Paulin Méry fonde, vers la fin de l'année 1894, un Parti du travail national se confondant avec sa Ligue et dont le journal L'Idée nationale devient l'organe officiel avec des effectifs s'accroissant progressivement. Cette forme « d’ultra-protectionnisme » est appuyée par certains patrons qui assistent aux conférences de Paulin Méry où celui-ci se dit « à leur disposition pour leur procurer les ouvriers français nécessaires à leur exploitation » et en appelle à leur « patriotisme » tout en les traitant dans son journal de « monstres, vampires, dégoûtants parasites, rois fainéants, rongeurs ».

#### L'action parlementaire
À la suite des élections de septembre 1893, Paulin Méry rejoint à la Chambre des députés le Groupe parlementaire nationaliste (socialiste-national) formé à l'initiative du socialiste et ancien communard Gustave Paul Cluseret et de plusieurs anciens députés boulangistes comme Pierre Richard et Henri Michelin. Se revendiquant des « principes du socialisme français » et de « la solidarité nationale », Paulin Méry soutient des propositions de lois en faveur des ouvriers français en défendant par exemple la proposition d’amnistie générale pour les grévistes portée par le député socialiste Paschal Grousset.
Autre préoccupation, il multiplie les propositions de lois visant l'emploi de main d'œuvre étrangère. Le 10 janvier 1895, il dépose une proposition visant à « déclarer inéligibles et incapables de remplir les emplois civils ou militaires les étrangers naturalisés français et les descendants d’étrangers jusqu’à la quatrième génération ». Cette loi prévoie d’interdire « aux officiers dignitaires de l’état, aux officiers de l’armée de terre et de mer et à certains fonctionnaires de contracter un mariage avec des étrangères même naturalisées et des descendants d’étrangers jusqu’à la quatrième génération ». Durant son discours, Paulin Méry invoque des raisons de « défense nationale » pour protéger une France « devenue la proie des étrangers et des juifs » et de la « juiverie » responsable selon lui « de tous les scandales » dont la France est témoins et auxquels « la vraie France est étrangère ». Cette loi, une fois appliquée, ferait en sorte que les concernés ne jouiraient pas « de la plénitude de leurs droits politiques » et que par conséquent ils seraient « Français sans avoir la qualité de citoyens français et tous les droits attachés à cette qualité ».
En 1897, il est à l'origine, avec Marcel Habert, d'un débat houleux au terme duquel une majorité adopte une motion qui permettrait de n’accorder des primes d’exportation qu’aux industriels employant plus de 75% d’ouvriers français. Cette motion, approuvée par la plupart des socialistes, est contestée par la commission des douanes le surlendemain et est finalement repoussée par une courte majorité (234 voix contre 232).

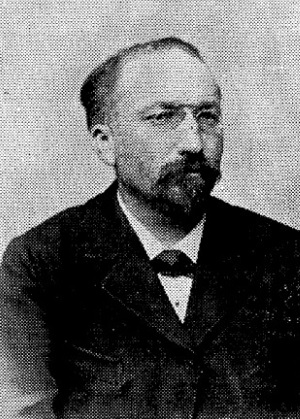
Paulin Méry vers 1900.

### Déclin de l'activité politique
Bien que très actif, Paulin Méry n'arrive pas à structurer suffisamment sa Ligue et son journal L'Idée nationale cesse de paraître en avril 1896. En 1897, lui et sa loge maçonnique sont mis en cause par le tribunal de la Seine pour détournement de fonds. Le 8 janvier 1898, restant un admirateur du général Boulanger, Paulin Méry fonde le « Comité pour l’entretien de la tombe de Boulanger » pour maintenir le souvenir de celui-ci. Cependant cette tentative de conservation de la mémoire du général va être un échec. Maurice Barrès se rendra sur la tombe de Boulanger une dernière fois en 1900 et en 1903 on ne dénombrera plus que 5 personnes présente. Paulin Méry est l’un des derniers en 1908 à se rendre sur la tombe du général, sur laquelle il s’était rendu annuellement depuis sa mort, pour y déposer une gerbe de fleurs.
Il continue cependant à militer et rejoint divers groupes se revendiquant comme lui du socialisme et du nationalisme comme le 6 avril 1898 quand le Comité central socialiste révolutionnaire (CCSR) des blanquistes ralliés au nationalisme accepte son adhésion. Il est aussi présent à différentes réunions de la Jeunesse Blanquiste et du Parti républicain socialiste français fondé le 11 juin 1898 par Henri Rochefort et Alfred Gabriel au cours desquelles il « flagelle le traître (Dreyfus) et montre combien la compagne entreprise pour sa réhabilitation est marquée de tous les signes de la corruptions vénale ». Réélu la même année par 8.940 voix contre 3.408 contre le socialiste Eugène Givort, il devient le président du « Comité d’Action Patriotique et Socialiste » en 1901, collabore à La Libre Parole de Édouard Drumont, fait des interventions aux réunions du Comité National Antijuif et défile lors de manifestations publiques en compagnie de nombreux antisémites comme Max Régis, Ferdinand le Menuet ou encore Daniel Cloutier.

### Fin de vie et décès

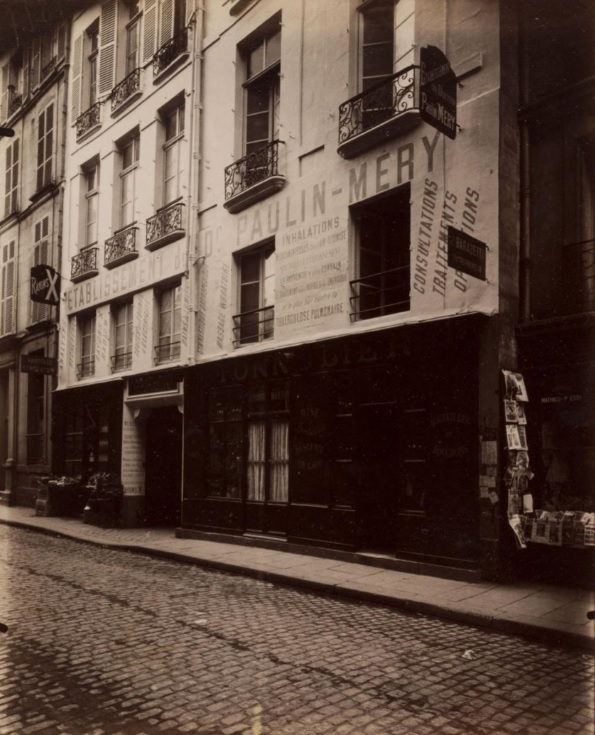
Etablissement du docteur Paulin Mery, 19 rue Guénégaud (6ème arrondissement de Paris).

À partir de 1902, Paulin Méry n'est plus réélu. Il échoue en effet trois fois d'affilés face à son concurrent Ferdinand Buisson : en 1902, avec 7.747 voix contre 8.468 pour son adversaire, en 1906, avec 7.764 voix contre 8.887, et en 1910, avec 7.378 voix contre 8.204. Malgré tout, il conserve toujours sa popularité chez les habitants qui peuvent profiter de l'établissement qu'il a ouvert au 19 rue Guénégaud (6ème arrondissement).
En 1913, alors qu'il traite un des ses malades, Paulin Méry est victime d’une douloureuse brûlure à la main gauche sur son majeur occasionnée par les rayons X malgré des gants en plomb sensés le protéger. Il souhaite malgré tout continuer à prodiguer des soins à ses patients mais la douleur s’intensifiant de jours en jours le contraint à se faire opérer dans sa propre clinique. À la suite de l’opération, il succombe d'une congestion pulmonaire le 25 janvier à l’âge de 53 ans laissant derrière lui sa femme et sa fille de neuf ans. Avant sa mort, il aura fait en sorte qu’une partie de son testament (5 000 francs) aille au fleurissement de la tombe du général Boulanger.
En 1929, les habitants de la rue où Paulin Méry exerçait son métier décident de proposer à la mairie de Paris de la renommer avec le nom de l’ancien médecin. Bien plus tard, en 2000, une pétition est lancée par l’association « Écologie pour Paris » afin de débaptiser la rue du XIIIe arrondissement portant le nom de Paulin Méry (cette pétition n’aboutira pas) en raison de son « passé sulfureux » explique l’historien Gérard Comte, spécialiste du XIII arrondissement (encore aujourd'hui, la plaque portant le nom de Paulin Méry est visible).  

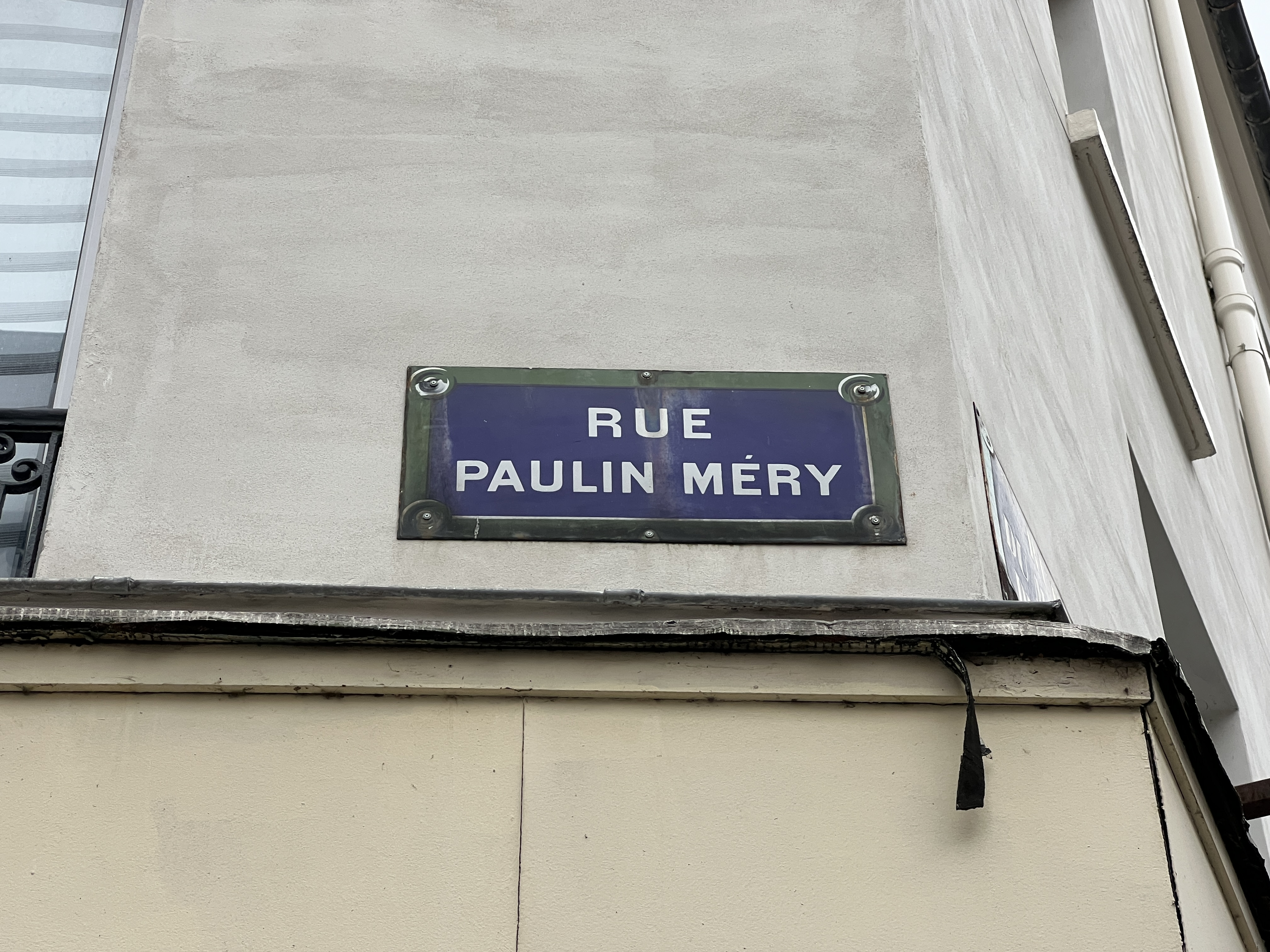
Plaque Rue Paulin Méry.

## Œuvres
- La tuberculose et son traitement rationnel (5e édition), éditions Ch.Caron, Paris, 1900[17]

## Sources
- « Paulin-Méry », dans le Dictionnaire des parlementaires français (1889-1940), sous la direction de Jean Jolly, PUF, 1960 [détail de l’édition]